# Stade Ramón de Carranza
Pour les articles homonymes, voir Ramón et Carranza.
 (septembre 2024).
Si vous disposez d'ouvrages ou d'articles de référence ou si vous connaissez des sites web de qualité traitant du thème abordé ici, merci de compléter l'article en donnant les références utiles à sa vérifiabilité et en les liant à la section « Notes et références ».
Le stade Nuevo Mirandilla est un stade de football situé à Cadix (Andalousie, Espagne).
Il a été inauguré le 3 septembre 1955 et peut accueillir 20 274 spectateurs. C'est dans ce stade que le Cádiz CF joue ses matches.